# Guldkragen
Guldkragen (engelska: Power of Three) är en fantasyroman av Diana Wynne Jones från 1976, översatt till svenska 1990 (Rabén & Sjögren). Boken handlar bland annat om fördomar och rädsla gentemot sådant som är annorlunda.

## Handling
Syskonen Ayna, Ceri och Gair  bor i en liten kulle på Heden. De tre barnen får tidigt lära sig att akta sig för de farliga dorigarna, fjällande, kallblodiga vattenvarelser som kan skifta form. De får även lära sig att akta sig för de farliga jättarna som bor i närheten.
Ayna och Ceri har båda särskilda fömågor; Ayna kan se in i framtiden och Ceri kan finna föremål som har försvunnit. Gair däremot har inga särskilda förmågor, istället bestämmer han sig för att ta reda på saker och bli vis.